# Cambio climático en Delaware

Tipos de clima de Köppen en Delaware que muestran que el estado ahora es completamente subtropical húmedo.

El cambio climático en Delaware abarca los efectos del cambio climático, atribuidos a los aumentos provocados por el hombre en el dióxido de carbono de la atmósfera, en el estado estadounidense de Delaware .
Según la Agencia de Protección Ambiental de los Estados Unidos, "el clima de Delaware está cambiando. El estado se ha calentado casi un grado (ºC) en el último siglo, las tormentas de lluvia fuertes son más frecuentes y el nivel del mar sube aproximadamente dos centímetros y medio (una pulgada) cada siete años. Los niveles de agua más altos están erosionando las playas, sumergiendo las tierras bajas, empeorando las inundaciones costeras y aumentando la salinidad de los estuarios y acuíferos. En las próximas décadas, es probable que el cambio climático aumente las inundaciones costeras; dañe los ecosistemas marinos, de humedales y terrestres; interrumpa la agricultura; y aumente algunos riesgos para la salud humana".

## Impactos ambientales

### Aumento de la temperatura y cambios en los patrones de precipitación
"Es probable que el aumento de las temperaturas y los cambios en los patrones de lluvia aumenten la intensidad tanto de las inundaciones como de las sequías. La precipitación anual promedio en Delaware ha aumentado unos pocos puntos porcentuales en el último siglo, y la precipitación de tormentas extremadamente fuertes ha aumentado en el este de los Estados Unidos en más del 25 por ciento desde 1958. Durante el próximo siglo, es probable que la precipitación anual y la frecuencia de aguaceros fuertes sigan aumentando. Hay probabilidades de que las precipitaciones aumenten en invierno y primavera, pero no cambie significativamente durante el verano y el otoño. El aumento de las temperaturas derretirá la nieve en un momento más temprano de la primavera y aumentará la evaporación y, por lo tanto, secará el suelo durante el verano y el otoño. Como resultado, es probable que el cambio climático intensifique las inundaciones durante el invierno y la primavera y las sequías durante el verano y el otoño.

### Mares crecientes y costas menguantes

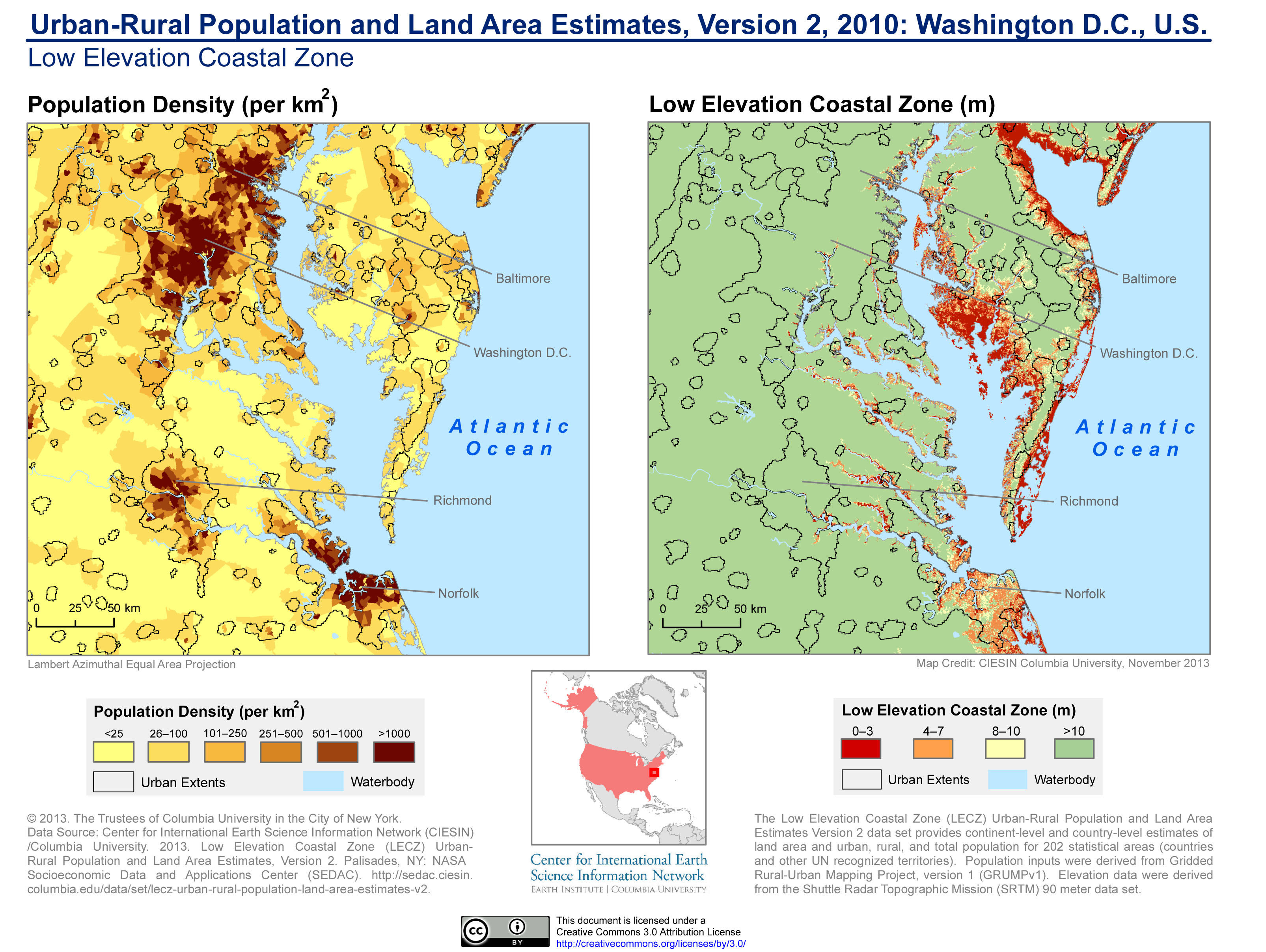
Densidad de población y elevación sobre el nivel del mar en Delaware.

"El nivel del mar está aumentando más rápidamente a lo largo de la costa de Delaware que en la mayoría de las áreas costeras porque Delaware se está hundiendo. Si los océanos y la atmósfera continúan calentándose, es probable que el nivel del mar aumente entre dieciséis pulgadas y cuatro pies a lo largo de la costa de Delaware en el próximo siglo. A medida que sube el nivel del mar, las tierras secas más bajas quedan sumergidas y se convierten en humedales de marea o en aguas abiertas. Los humedales pueden crear su propia tierra y seguir el ritmo de un mar que sube lentamente. Pero si el nivel del mar sube un metro o más en el próximo siglo, es poco probable que la mayoría de los humedales de marea que existen en Delaware sigan el ritmo, y se convertirán en marismas o aguas abiertas poco profundas. Las planicies de marea existentes generalmente se convertirán en aguas abiertas a medida que se sumerjan".
"Las playas también se erosionan a medida que sube el nivel del mar. Un nivel más alto del océano hace que sea más probable que las aguas pluviales laven una isla de barrera o abran nuevas ensenadas. El Servicio Geológico de los Estados Unidos estima que la isla Fenwick podría dividirse por nuevas ensenadas o perderse debido a la erosión si el nivel del mar sube un metro para el año 2100, a menos que las personas tomen medidas para reducir la erosión. Las playas estuarinas también pueden eliminarse en algunas áreas. Muchas de las playas de la Bahía de Delaware son angostas, con humedales inmediatamente tierra adentro. A lo largo de partes de la bahía de Delaware y el río Delaware, la gente ha construido muros u otras estructuras de protección de la costa que eliminan la playa una vez que la costa se erosiona hasta ellos". Sin embargo, a pesar de que el estado gastó millones de dólares en la restauración de la playa, los expertos proyectan que la erosión de la costa "solo se intensificará a medida que aumente el nivel del mar debido al calentamiento global".

### Ecosistemas
"La pérdida de los pantanos de marea podría dañar a los peces, reptiles y aves que dependen de un pantano para alimentarse o refugiarse. El cangrejo azul, la perca, la curvina, la platija y el pez roca dependen de las marismas de la bahía de Delaware para esconderse de los depredadores y alimentarse de mejillones, cangrejos violinistas y otras especies. Las tortugas marinas y las aves playeras se alimentan de algunas de las especies que habitan estos humedales. Grandes garzas azules, patos negros, águilas pescadoras, mirlos de alas rojas y varias otras especies de aves también utilizan las marismas de la bahía de Delaware. A medida que las marismas se erosionan, los peces pueden beneficiarse inicialmente a medida que se forman más canales de marea, lo que haría más accesibles las marismas. Pero después de un punto, la erosión dejaría menos marismas disponibles y las poblaciones de peces y aves disminuirían. La pérdida de las playas de la bahía y las planicies intermareales también amenazaría a algunas especies. La bahía de Delaware es una importante zona de escala para seis especies de aves playeras migratorias que se alimentan de sus playas y planicies de marea, incluida la mayor parte de la población de playeros rojizos del hemisferio occidental. Casi un millón de aves se alimentan de los huevos de cangrejo herradura en las playas de arena de la bahía. La tortuga de espalda de diamante anida en las playas estuarinas a lo largo de las bahías interiores de Delaware".
"Los cambios de temperatura también podrían alterar los ecosistemas. Si la temperatura del agua supera los 30 °C durante el verano, la hierba marina podría perderse, lo que eliminaría una fuente clave de alimento para muchos peces. Las flores silvestres y las plantas perennes leñosas florecen, y las aves migratorias llegan antes de la primavera. Sin embargo, no todas las especies se adaptan de la misma manera, por lo que es posible que el alimento que necesita una especie ya no esté disponible cuando esa especie llega en su migración".

### Intrusión de agua salada
"A medida que sube el nivel del mar, el agua salada puede mezclarse tierra adentro o río arriba en bahías, ríos y humedales. Debido a que el agua en la superficie está conectada con el agua subterránea, el agua salada también puede invadir los acuíferos cerca de la costa. Los suelos pueden volverse demasiado salados para los cultivos y árboles que actualmente crecen en áreas bajas".

## Impactos económicos y sociales

### Viviendas e infraestructura
"Los pueblos a lo largo de la costa de Delaware serán cada vez más vulnerables a las tormentas y la erosión a medida que aumente el nivel del mar. Si bien los huracanes son raros, es probable que la velocidad del viento y la intensidad de las lluvias aumenten a medida que el clima se calienta. Es probable que el aumento del nivel del mar aumente las tarifas de los seguros contra inundaciones, mientras que las tormentas más frecuentes podrían aumentar los deducibles por daños causados por el viento en las pólizas de seguros para propietarios de viviendas. Las tormentas pueden destruir casas costeras, arrasar carreteras y vías férreas y dañar la infraestructura esencial de comunicación, energía y gestión de aguas residuales".

### Agricultura
"Cambiar el clima tendrá efectos dañinos y, a la vez, beneficiosos para la agricultura. Es probable que los veranos más calurosos reduzcan los rendimientos del maíz. Pero las concentraciones más altas de dióxido de carbono atmosférico aumentan el rendimiento de los cultivos, y es probable que ese efecto fertilizante compense los efectos nocivos del calor en la soja, suponiendo que haya suficiente agua disponible. Aunque la mayoría de los pollos se crían en el interior, las temperaturas más cálidas podrían reducir la productividad del ganado criado al aire libre".

## Respuestas

### Política de estado
En diciembre de 2019, Delaware se unió a la consideración de un programa de límite e intercambio de gasolina en varios estados. El plan tiene como objetivo reducir las emisiones de los tubos de escape relacionadas con el transporte y aplicaría un impuesto a las compañías de combustible basado en las emisiones de dióxido de carbono. Se proyecta que la versión más ambiciosa del plan reduzca las emisiones del tubo de escape de la zona en un 25% entre 2022 y 2032. El programa se encuentra en la fase de comentarios públicos, y los estados individuales determinan si participar. El programa podría comenzar ya en 2022.